# American scene painting
American scene painting – nurt w realistycznym malarstwie amerykańskim lat 20. i 30. XX wieku, wywodzący się z amerykańskiego realizmu z okresu sprzed I wojny światowej i z Ashcan School, stojący w opozycji do malarstwa abstrakcyjnego. Założeniem nurtu było szczegółowe przedstawianie amerykańskiego stylu życia i krajobrazu poprzez tematy zaczerpnięte z amerykańskiej codzienności. American scene painting obejmował dwa nurty: social realism (nurt realistyczny o zabarwieniu społeczno-politycznym) i regionalism (eksplorujący tematykę wiejską) Do czołowych przedstawicieli american scene painting należeli: Thomas Hart Benton, Edward Hopper, John Steuart Curry, Grant Wood, Norman Rockwell, Charles Ephraim Burchfield i Andrew Wyeth.

## Historia
W Ameryce lat 30. nastąpiło odrodzenie rodzimego realizmu, wywodzącego się z dorobku wcześniejszej Ashcan School. Takie wydarzenia jak załamanie na Nowojorskiej Giełdzie w 1929 roku i jego następstwo w postaci wielkiej depresji oraz rozwój faszyzmu w Europie spowodowały w Ameryce narastanie tendencji izolacjonistycznych, zarówno w polityce jak i w sztuce. W opinii wielu Amerykanów abstrakcja europejskiego modernizmu symbolizowała rosnącą dekadencję w Europie; w efekcie nastąpił w Ameryce zwrot w kierunku realizmu, który obejmował specyficznie amerykańską symbolikę rozwijaną wcześniej w latach 20.przez precyzjonistów. Razem z przedstawicielami social realism malarze spod znaku American scene painting (zwani też malarzami amerykańskiego gotycyzmu lub regionalistami) stworzyli obrazy Ameryki będące apoteozą izolacjonizmu lub wiejskości.

## Twórczość

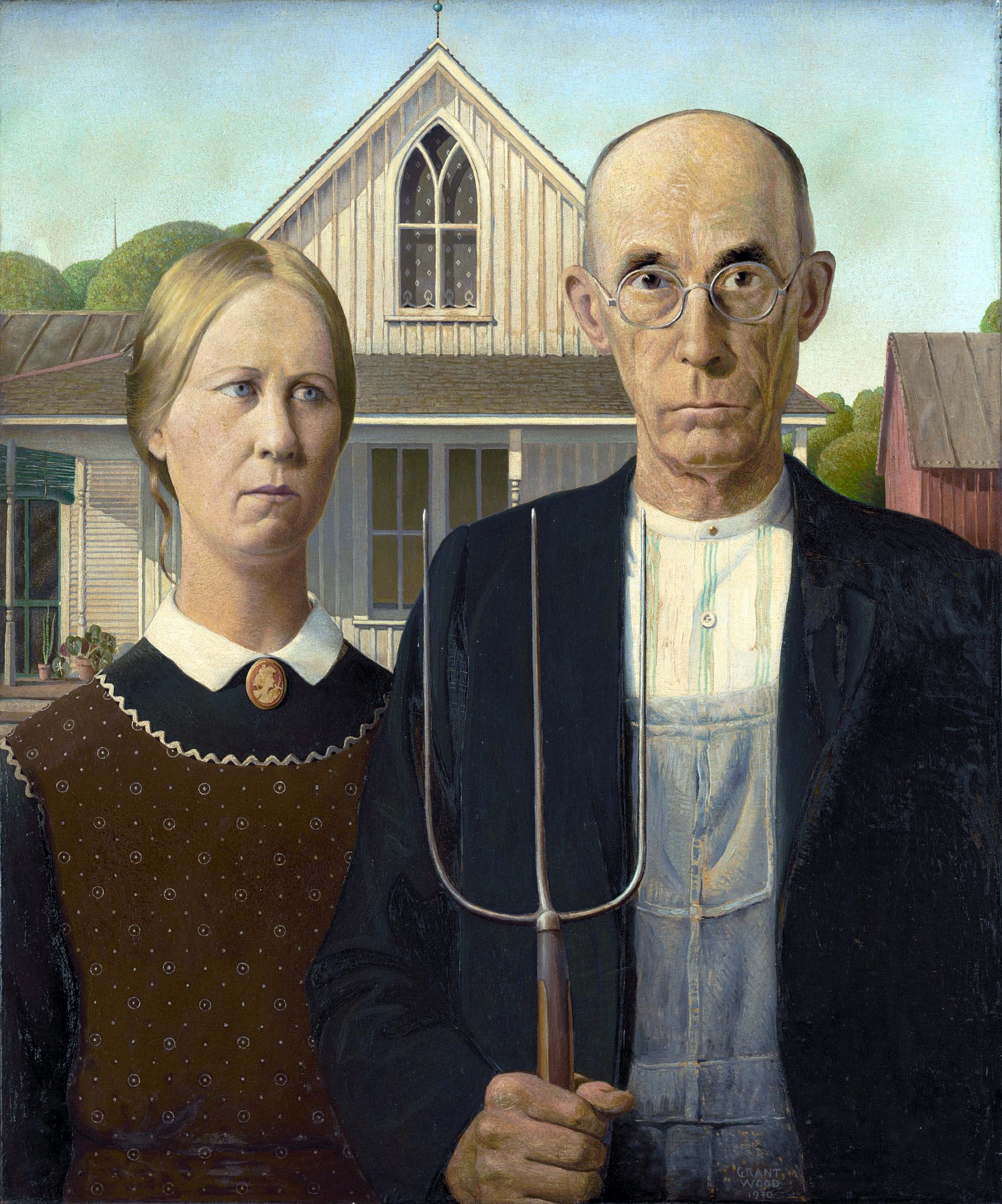
Grant Wood, American Gothic, 1930, Art Institute of Chicago

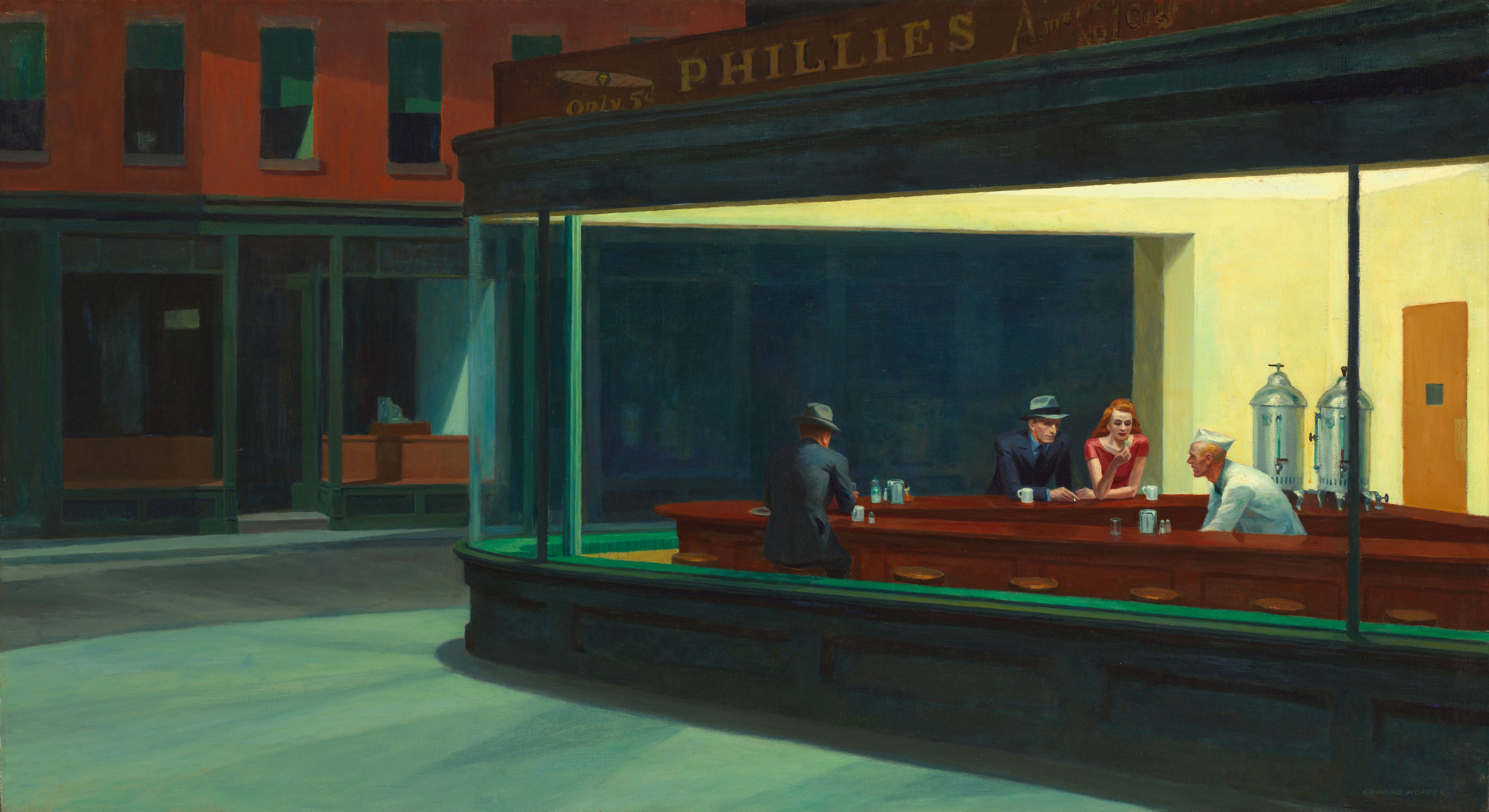
Edward Hopper, Nocne marki, 1942, Art Institute of Chicago

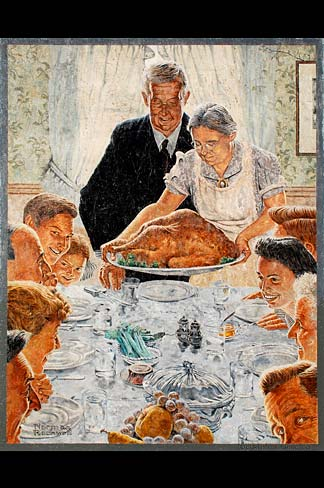
Norman Rockwell, Wolność od niedostatku, (obraz z 1943), replika muralowa

Edward Hopper studiował w New York School of Art pod kierunkiem Roberta Henriego, jednego z prekursorów amerykańskiego realizmu. Po studiach udał się do Europy, aby tam, w Paryżu, kontynuować edukację artystyczną. Po kilku miesiącach zdegustowany powrócił do Ameryki stwierdzając, iż pobyt w Europie niewiele mu dał. Nie spotkał znanych artystów (jak Gertrude Stein czy Pablo Picasso), a czas spędzał przesiadując w kawiarniach lub chodząc od czasu do czasu do teatru. Odwiedził Europę jeszcze dwa razy, w 1909 i 1910 roku i choć w pewnym stopniu skorzystał na tych podróżach, to w swej pracy twórczej postanowił skupić się na tematyce amerykańskiej, co w efekcie przyniosło mu sukces. Obrazy Hoppera cechuje specyficzne użycie światła, które jeden z krytyków określił jako światło, które „oświetla, ale nie ogrzewa” przydając obrazom specyficznej tajemniczości. Celem artysty było przedstawienie dusznego, kiczowatego życia w małym, amerykańskim mieście i atmosfery przygnębiającego osamotnienia, emanującej z podmiejskiego pejzażu. Wiejska i małomiasteczkowa architektura stała się również tematem pełnych ekspresji i fantazji obrazów Charlesa Ephraima Burchfielda. Z nich również emanuje nastrój osamotnienia i rozpaczy, który sprawił, iż krytycy nazwali je „pieśniami nienawiści”. Hopper napisał, że prace jego przyjaciela wyrażają znużenie codzienną egzystencją w prowincjonalnej społeczności.
O ile wiejska i małomiasteczkowa Ameryka w wydaniu Burchfielda i Hoppera mogła wydawać się monotonna i deprymująca, to te same motywy zostały przedstawione w bardziej optymistycznej i nostalgicznej tonacji przez regionalistów. W 1933 roku dziennikarz i marszand Maynard Walker zorganizował wystawę w Kansas City Art Institute zatytułowaną „American Painting Since Whistler”, na której zaprezentowano obrazy Thomasa Harta Bentona, Johna Steuarta Curry’ego i Granta Wooda. Walker, zaangażowany promotor amerykańskiego realizmu, we wstępie do katalogu towarzyszącego wystawie zaapelował do kolekcjonerów, żeby poparli tę sztukę, zamiast sprowadzać „śmieci” z École de Paris. Henry Luce w magazynie „Time” entuzjastycznie poparł ideę patriotycznej sztuki amerykańskiej, podtrzymującej zdrowe „amerykańskie wartości”. Na okładce bożonarodzeniowego wydania Time z 1934 roku umieszczono ilustrację Bentona, a wewnątrz kolorowe reprodukcje i pochlebne recenzje innych dzieł sztuki regionalistycznej. Oznaczało to narodziny mitu regionalizmu z Bentonem, Currym i Woodem w rolach głównych. W I połowie lat 30. bardzo popularne stały obrazy Granta Wooda, przedstawiające pejzaże Środkowo-Zachodnich Stanów Zjednoczonych, małomiasteczkowe społeczności i purytańskich farmerów ze stanu Iowa. Obraz American Gothic z 1930 roku stał się narodową ikoną sławiącą niezłomność ducha amerykańskiej klasy średniej. Rzecznikiem regionalizmu stał się Thomas Hart Benton, u którego nacjonalizm graniczył z ksenofobią:
Wiatrak, sterta śmieci i rotarianin więcej dla mnie znaczą niż Notre-Dame czy Partenon.
Szczególną pogardę Benton miał dla wielkich miast, zwłaszcza dla Nowego Jorku oraz dla europejskiego modernizmu. Jego dynamiczny i heroiczny styl znalazł wyraz w serii publicznych murali, namalowanych po roku 1930, mających za temat wyidealizowaną historię społeczną ludzi Środkowego Zachodu, przedstawionych w muskularnej figuracji przywołującej na myśl dzieła Michała Anioła. Benton studiował w Paryżu pod kierunkiem malarza synchromistycznego Stantona Macdonalda-Wrighta, ale później zwrócił się w stronę realizmu niszcząc większość swych wczesnych prac abstrakcyjnych. W latach 30. wykładał w Art Students League of New York, gdzie był nauczycielem i przyjacielem Jacksona Pollocka; od wczesnych lat 40. kiedy popularność regionalizmu zaczęła przygasać, uwagę zaczął przyciągać ekspresjonizm abstrakcyjny i uprawiająca go grupa malarzy skupionych właśnie wokół Pollocka.
Inni znaczący przedstawiciele regionalizmu to Norman Rockwell i Andrew Wyeth. Norman Rockwell był najbardziej popularnym i łatwo rozpoznawalnym regionalistą. Jego prace pojawiały się przez ponad 40 lat w czasopiśmie „The Saturday Evening Post”; ostatni jego obraz dla tego czasopisma został opublikowany w 1963 roku, z okazji zakończenia współpracy z nim, w czasie której artysta wykonał ilustracje do 321 okładek. Przez następne 10 lat malował dla Look Magazine, gdzie tematem jego prac były jego zainteresowania tematyką praw obywatelskich, ubóstwa i badania przestrzeni kosmicznej.
Jako malarza-realistę klasyfikowano również Andrew Wyetha, czerpiącego inspirację z krajobrazów wiejskiej Ameryki, z okolic swoich dwóch domów, w Pensylwanii i w Maine, choć sam artysta uważał się za abstrakcjonistę.

## Zbiory
Dzieła artystów spod znaku american scene painting znajdują się w: Butler Institute of American Art w Youngstown, Cedar Rapids Museum of Art w Cedar Rapids, Knoxville Museum of Art w Knoxville, National Museum of American Art w Waszyngtonie i Swope Art Museum w Terre Haute.